# Позасудове вбивство

Картина Франсіско Гої «Третє травня 1808 в Мадриді» зображує розстріл без суду іспанців французькими військами після Мадридського повстання.

Позасудове вбивство (також відоме як позасудова страта, позасудова розправа або довільне вбивство) — вбивство особи, скоєне державними органами без попереднього судового процесу або санкції будь-якого органу судової влади. Ці вбивства часто націлені на політичних діячів, профспілкових активістів, дисидентів, релігійних і громадських діячів.

## Організація Об'єднаних Націй
Із 1 квітня 2021 року Спеціальним доповідачем Ради ООН з прав людини з питань позасудових, довільних страт і страт, винесених без належного судового розгляду, за підтримки Управління Верховного комісара ООН з прав людини став Морріс Тідбол-Бінц із Міжамериканського інституту прав людини, що в Сан-Хосе (Коста-Рика).

## Правозахисні групи
Проти позасудового покарання веде боротьбу багато правозахисних організацій, у тому числі Amnesty International і Human Rights Watch.

## Ситуація у світі
Позасудові вбивства або ескадрони смерті поширені у Бангладеші,
Бразилії Бурунді, Венесуелі,
Демократичній Республіці Конго, Ефіопії, Єгипті, Кенії (в неофіційних поселеннях, при цьому в Північній Кенії також поширені вбивства під виглядом контртерористичних операцій), Колумбії, Кот-д'Івуарі,
Індії Індонезії, Іраку, Лівії, Мексиці, Пакистані, Папуа-Новій Гвінеї, Сальвадорі, Сирії, Росії, Таджикистані, Таїланді, Туреччині, на Філіппінах та Ямайці.
Єгипет зафіксував і доповів про понад десяток незаконних позасудових убивств «очевидних терористів» у країні, скоєних співробітниками держбезпеки і силовиками Міністерства внутрішніх справ у вересні 2021 року. У 101-сторінковому звіті докладно описано, що «озброєні бойовики» були вбиті в перестрілках, незважаючи на те, що вони на момент вбивства не становили жодної загрози силам безпеки або народам країни, оскільки в багатьох випадках уже перебували під вартою. У заявах сімей та родичів загиблих стверджується, що жертви не були залучені до будь-яких збройних чи насильницьких дій.
2019 року «Універсальний періодичний огляд» Ради ООН з прав людини засвідчив, що в 2016 році влада Еритреї коїла позасудові вбивства в рамках «безперестанного, широкого та систематичного нападу на цивільне населення» з 1991 року, включаючи «злочини, пов'язані з рабством, ув'язненням, насильницьким зникненням, катуванням, іншими антигуманними діями, переслідуванням, зґвалтуванням і вбивствами».
2 жовтня 2018 року в консульстві Саудівської Аравії в Стамбулі було вбито саудівського дисидента Джамаля Хашоґджі, що теж розцінюється як приклад позасудового вбивства.

## Білорусь

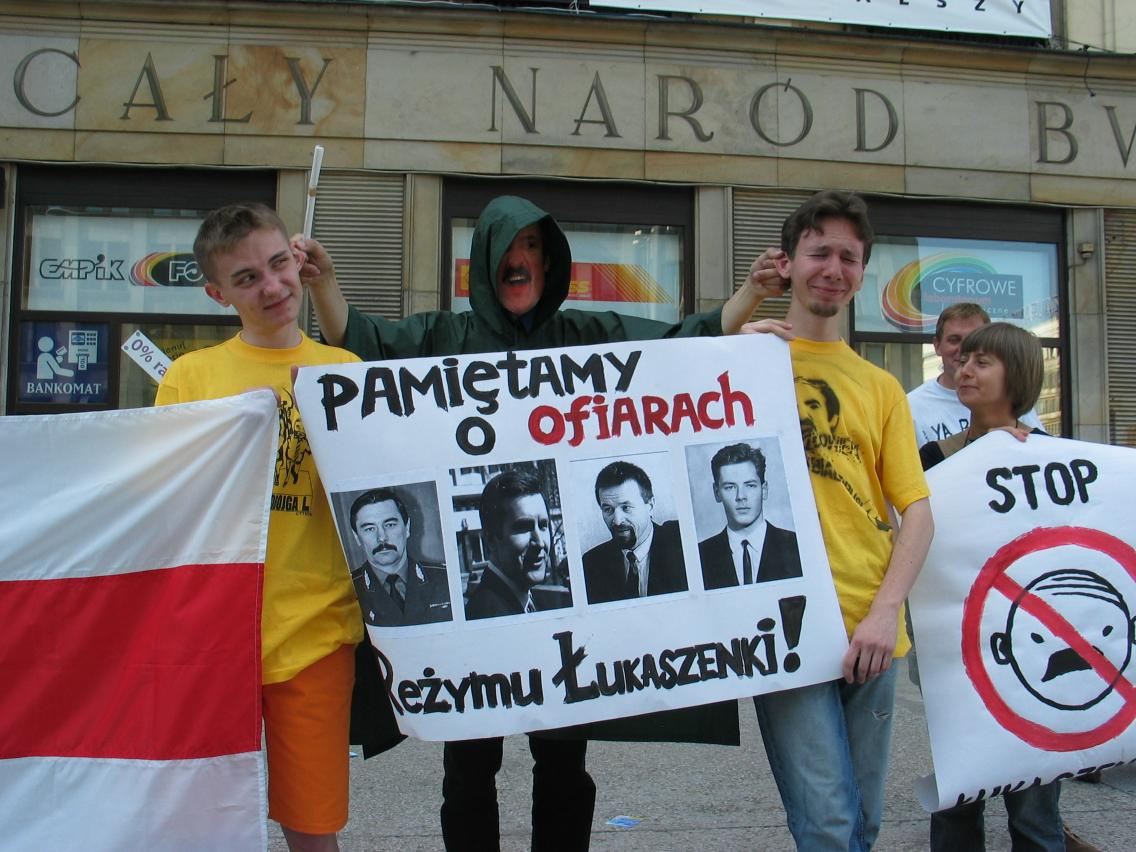
Демонстрація у Варшаві, покликана нагадати про зникнення опозиціонерів у Білорусі.

1999 року безвісти пропали лідери білоруської опозиції Юрій Захаренко і Віктор Гончар  разом із його товаришем бізнесменом Анатолієм Красовським. Гончар і Красовський зникли в той самий день, коли на державному телебаченні передали наказ президента Олександра Лукашенка керівникам його спецслужб розправитися з «опозиційними покидьками». Хоча Комітет державної безпеки Республіки Білорусь (КДБ) вів за ними постійний нагляд, офіційне слідство оголосило, що справу розкрити неможливо. Зникнення журналіста Дмитра Завадського 2000 року теж виявилося безслідним. Копії звіту Парламентської Асамблеї Ради Європи яка пов'язувала зі справами про зникнення високопосадовців Білорусі, було вилучено. Human Rights Watch твердить, що Захаренко, Гончар, Красовський і Завадський, імовірно, стали жертвами позасудових страт.

## Росія
У Російській Федерації низку вбивств журналістів приписували чільним представникам правлячої еліти, зазвичай у тих випадках, коли публікації розкривали їхню причетність до великих корупційних скандалів. Вважається, що до отруєння Олександра Литвиненка доклали рук російські сили спеціальних операцій. За деякими відомостями, агенти розвідок США і Великої Британії стверджують, що російські таємні вбивці стоять за щонайменше чотирнадцятьма цілеспрямованими вбивствами на британській землі, які поліція назвала такими, що не викликали жодних підозр. Вину за отруєння Сергія та Юлії Скрипалів у березні 2018 року Сполучене Королівство покладає на російське ГРУ, а міністр закордонних справ Німеччини Гайко Маас заявляв, що є «кілька ознак», що за отруєнням Олексія Навального стоїть Росія.

## У колишньому СРСР
У більшовицькій Росії з 1918 року ЧК була наділена правом розстрілювати контрреволюціонерів без суду. Чекісти також страчували заручників під час «червоного терору» у 1918—1920 роках. Наступники ЧК теж мали повноваження на позасудові страти. У 1937—1938 роках сотні тисяч були розстріляні у позасудовому порядку в ході Великої чистки за списками, затвердженими трійками НКВС. У деяких випадках радянські спецслужби не заарештовували і потім страчували своїх жертв, а просто таємно вбивали їх без жодного арешту. Наприклад, 1948 року було вбито Соломона Міхоелса, а його тіло переїхали, щоб створити враження дорожньо-транспортної пригоди. Радянські спецслужби також проводили позасудові вбивства за кордоном, зокрема 1926 року в Парижі Симона Петлюри, 1938 року в Роттердамі Євгена Коновальця, 1940 року в Мексиці Лева Троцького, 1957 року в Західній Німеччині Лева Ребета і 1959 року Степана Бандери, а 1978 року в Лондоні Георгія Маркова.

## Додаткова література
- India: Torture, rape and deaths in custody. Amnesty International. 26 березня 1992. Архів оригіналу за 28 лютого 2020. Процитовано 27 січня 2022.
- Commonwealth Human Rights Initiative (2007). Feudal Forces: Democratic Nations – Police Accountability in Commonwealth South Asia. CHRI. ISBN 978-81-88205-48-6.